# Syrius
Magyar együttes, amely 1970 és 1973 közötti nagy felállásával egyedi hangzású progresszív rockzenét játszott.

## A zenekar története
A Syriust 1962-ben alapította Baronits Zsolt. Eleinte tánc- és beatzenét játszottak, majd 1968-ban a zenekar felbomlott, a tagok egy része megalakította a Juventus zenekart. Baronits mint a Syrius zenekar vezetője nekilátott újraszervezni együttesét. Pataki László a Liversingből, Orszáczky Miklós és Mogyorósi László az Új-Rákfogóból, valamint Veszelinov András a Metróból érkezett. Mogyorósit később Barta Tamás váltotta a gitároknál, majd a másik gitárossal, Rákosi Lászlóval ő is távozott a zenekarból. 1970 elején csatlakozott hozzájuk Ráduly Mihály, a kitűnő dzsessz-zenész a Pege Quartettből, ezzel létrejött a Syrius legendás felállása:
- Orszáczky Miklós (Orszáczky „Jackie”) – basszusgitár, ének
- Baronits Zsolt – fúvósok
- Pataki László – orgona
- Ráduly Mihály – fúvósok
- Veszelinov András – dob

Stílusukra innentől a progresszív dzsessz-rock irányzat volt jellemző. Az új hangzású zenekart siker fogadta, és még ebben az évben egyéves ausztráliai koncertturnéra indultak, ahol hatalmas sikereket értek el. Charles Fisher magyar származású producer közbenjárására jutottak ki Ausztráliába, ahol 1971-ben készítették el egyetlen lemezüket The Devil's Masquerade címmel, ez egy évvel később jelent csak meg Magyarországon Az ördög álarcosbálja címen. Más forrásokból: a magyar kiadók nem voltak hajlandók kiadni lemezüket, ezért mentek Ausztráliába, és miután ott kiadták, a magyar kiadó megvette, hogy itthon kiadhassa. Ekkor került hozzájuk Tátrai Tibor gitáros, majd miután a tervezett ausztráliai visszatérés meghiúsult, többen távoztak a zenekarból. 
1976-ban így már újabb felállásban jelentették meg a Széttört álmok című lemezt, melyen Turai Tamás énekelt, de az ő hangjára már Halász János playbackelt a lemez anyagából készült tévéshow-ban. 1976-ban többször is szerepelt a zenekar a televízióban, már kissé populárisabb felvételekkel, de a széles közönségréteget nem tudták megfogni. 1977-ben a Tessék választani! és a Metronóm ’77 fesztiválon is felléptek, immár Halász János énekessel. Ebben az évben meg is szűnt a zenekar.
2001-ben a Margitszigeten újból koncertet adott az együttes a legendás felállásban, melyen az 1999-ben elhunyt Baronits Zsolt már nem lehetett jelen.

## Tagok
–

## Lemezeik

### Albumok
- Devil's Masquerade (1971) – Spin LP (Ausztrália)
- Az ördög álarcosbálja 1971 (1972) – Hungaroton/Krém LP/CD
- Széttört álmok (1976) – Hungaroton/Mambó LP/CD
- Most, Múlt, Lesz 1970–1972 (1994) – Hungaroton/Gong CD
- Rock Koncertek A Magyar Radio Archivumabol I 1975 (1997) – Magyar Rádió CD
- 1971-2001 1971–1972, 2001 (2004) – Darshan CD
- Utolsó kiadás 1970–1972 (2006) – Staen CD+DVD
- The Last Concert 2001 (2008) – Hunnia CD
- Anno Live 1971–1973 (2009) – FonTrade 2CD
- Shattered Deams 1972 (2009) – FonTrade CD
- Fáradt a nap 1967–1977 – A Syrius összes kislemeze és egyéb ritkaságok (2014)

### Kislemezek
- Kettőnk Közül Egynek Mennie Kell / Árnyak Az Éjben (MHV Qualiton – SP 384, 1967)
- Tranzisztori / Beat-ballada (MHV Qualiton – SP 414, 1967)
- Dead End Street / Nobody Knows / Black Is Black / Help Me Girl (MHV Qualiton – EP 27365, 1968)
- Így mulat egy beates magyar úr / Hűha (MHV Qualiton – SP 518, 1968)
- Koncz Zsuzsa: Négy szürke fal / Syrius: Fáradt a nap (MHV Qualiton – SP 603, 1969)
- I've Been Down This Before / Concerto (Part 2) (1972) – Spin SP, EK-4463 (Ausztrália)

### Fontosabbbootlegek
- Live In Australia 1971
- E-Klub, 1971. december 18.
- Egyetemi Színpad, 1972. április 3.
- Shattered Dreams – 1972 tavasza
- Manic Depression – Bercsényi Kollégium, 1972 ősze
- Bercsényi Kollégium, 1972 ősze
- Építők Jazz Klub, 1972. december 14.
- Be-Bop-A-Lula – Bercsényi Kollégium, 1972 tele
- Lédererné – Ady Endre Művelődési Ház, 1972 tele
- Shattered Dreams – Derkovits Klub, 1972 tele
- Feelin' Alright – Derkovics Klub, 1972 tele
- Derkovits Klub, 1972 tele
- Egyetemi Színpad, 1973. január 14.
- Táncsics Hajó, 1973. augusztus 27.
- József Attila Gimnázium Székesfehérvár, 1973
- Demo 1973
- Live in Paks 2001
- Karmolás (ritkaságok 1962–1978)

## Bibliográfia
- Zoltán János–Nemes Nagy Péter–Budai Ervin: Széttört álmok. A Syrius együttes története; Staen Hungária, Üröm, 2006

## Külső hivatkozások
- passzio.hu – Syrius – volt egyszer egy legenda… egy letűnt legenda…
- A Syrius együttes Szolnokon